# 1,3-二(4-吗啉基)-1,3-丙二硫酮
1,3-二(4-吗啉基)-1,3-丙二硫酮是一种有机化合物，化学式为C11H18N2O2S2。它可由吗啉和丙二酰氯反应，得到二吗啉基丙二酮后再与劳森试剂反应制得。它和碘反应，可以得到3,5-二(4-吗啉基)-1,2-二硫杂环戊烯𬭩三碘化物。它可以和硝酸镉形成配合物。